# Vaccinium
```

```

Боровнице (Vaccinium) је род зимзелених и листопадних жбунастих и полужбунастих биљака из породице вресова (Ericaceae). Врсте овог рода су плодоносне, а сви плодови су бобице које су у највећој мери јестиве за људе и имају одређен привредни значај. Углавном расту на киселим и влажним земљиштима у умереним и умерено хладним подручјима на северној хемисфери, а један мањи број врста расте и на јужној хемисфери. Неки од најраширенијих, и комерцијално најважнијих припадника ове врсте су брусница и боровница (са својим варијететима).